# خودکشی‌های دسته‌جمعی اوکیناوا

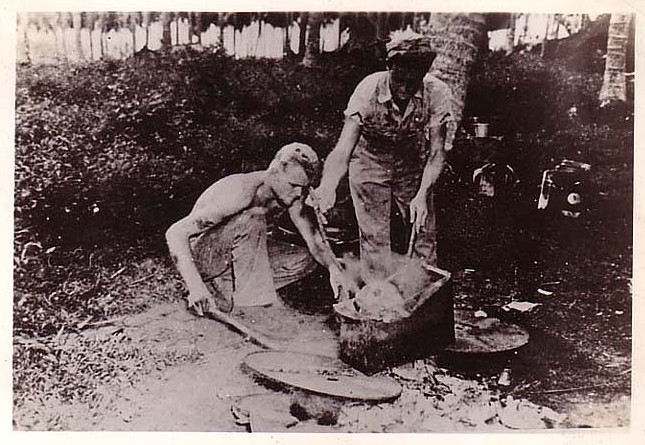
عکس یک سرباز آمریکایی که سر یک سرباز ژاپنی را می‌جوشاند (۱۹۴۴). سربازان آمریکایی گاهی با اجساد سربازان ژاپنی که در جنگ کشته می‌شدند بازی می‌کردند. این امر همچنین در ژاپن برای افزایش احساسات ضد آمریکایی گزارش شده‌است، تحت تأثیر این موضوع در نتیجه افراد بیشتری مرگ را به جای تسلیم شدن در برابر ارتش آمریکا انتخاب می‌کردند.

خودکشی‌های دسته‌جمعی اوکیناوا (به ژاپنی: 沖縄戦における集団自決) به خودکشی گروهی می‌پردازد که گفته می‌شود در جنگ جهانی دوم جنگ اقیانوس آرام در استان اوکیناوا رخ داده‌است. تعداد افرادی که به این صورت خودکشی کرده‌اند بیش از ۱۰۰۰ نفر تخمین زده می‌شود و این تعداد بیش از ۱٪ از ۹۴٬۰۰۰ کشته شده در نبرد اوکیناوا است.
بین دولت محلی اوکیناوا و دولت ملی ژاپن بر سر تأثیر عملکرد ارتش ژاپن در خودکشی‌های گسترده غیرنظامیان در طول جنگ اختلاف نظر وجود دارد.
ریوکیو شینپو که یکی از دو روزنامه مهم استان اوکیناوا، به‌شمار می‌رود، در سال ۲۰۰۷ نوشت: "بسیاری از اوکیناوایی‌ها وجود دارند که شهادت داده‌اند ارتش ژاپن آنها را به خودکشی راهنمایی کرده‌است. همچنین افرادی هستند که شهادت داده‌اند که نارنجک توسط سربازان ژاپنی برای منفجر کردن خود تحویل گرفته‌اند. در هنگام جنگ جهانی دوم هزاران غیرنظامی توسط پروپاگاندای ژاپن متقاعد شده بودند که سربازان آمریکایی بربر هستند و در صورت پیروزی به شدت دست به قتل و تجاوز جنسی می‌زنند. با شکست قریب‌الوقوع ژاپنی‌ها آنان خانواده‌های خود و خود را کشتند تا از دستگیری به دست آمریکایی‌ها جلوگیری کنند. برخی از آنها خود و اعضای خانواده خود را از صخره‌های جنوبی اوکیناوا که اکنون موزه صلح در آن ساخته شده‌است، به پایین انداختند.